# Ecliptopera ctenoplia
Ecliptopera ctenoplia är en fjärilsart som beskrevs av Louis Beethoven Prout 1931. Ecliptopera ctenoplia ingår i släktet Ecliptopera och familjen mätare. Inga underarter finns listade i Catalogue of Life.